# رزم‌ناو کلاس درفلینگر
بتل‌کروزر کلاس درفلینگر (به انگلیسی: Derfflinger-class battlecruiser) یک کلاس از کشتی است که طول آن ۲۱۰٫۴ متر (۶۹۰ فوت) می‌باشد.